# Château de Boussens
Le château de Boussens est un château de Suisse, situé sur le territoire de la commune vaudoise de Boussens.

## Histoire
Comme beaucoup de vénérables édifices, le château de Boussens n’a pas été construit en un jour. La partie la plus ancienne peut remonter à la fin du XVe siècle ; deux fenêtres de cette époque, dont l’un très récemment ouverte, se trouvent sur la façade sud et ouest. La silhouette actuelle du bâtiment d’habitation lui vient des transformations ordonnées par Antoine de Saussure vers 1670.
La juridiction du village de Boussens et de son territoire appartenait à la seigneurie de Cossonay, représentée sur place par les chevaliers (milites) de Boussens, cités dès le XIIe siècle. La dernière reconnaissance passée par les nobles de Boussens en faveur du château de Cossonay est de 1377 ; elle concerne le donzel Jaquet, dont l’unique enfant, Périssonne, porta la terre, par son mariage aux nobles Portier, d’Yverdon.
En 1493, Louise Portier, héritière à son tour, était l’épouse de Claude de Monthey, d’une famille valaisanne alliée aux nobles de Crissier. Ensuite, on assiste à un effritement des droits de la seigneurie. Au milieu du XVIe siècle, No Jean de Goumoëns, (écuyer, seigneur de Bioley, député), issu d’une famille de Saint-Saphorin en Lavaux et sans lien de parenté avec les Goumoëns d’ici, les nobles Troillet, du Valais, allias des Monthey et No Jacques Farel, de Senarclens, figurent parmi les détenteurs de droits féodaux de ce lieu.
C’est en 1581 que ces droits seront réunis. Le nouveau propriétaire est Jean de Saussure, fils d’Antoine, seigneur de Vernand-Dessus et la Robellaz, et petit-fils de Mongin de Saussure (1505), seigneur de Dommartin en Lorraine. Un siècle plus tard, un descendant d’Antoine rendra l’ancienne maison forte une allure digne de ses propriétaires.
De père en fils, les Saussure occupèrent leur château jusque vers 1824. À ce moment, l’entier de la propriété domaine et bâtiments avait passé, par ventes successives, en mains d’Antoine-Jean-François Gaudard, allié Mercier, de Biolez-Orjulaz. Victor de Saussure (1737-1811) fut le dernier seigneur de Boussens et dernier bourgmestre de Lausanne, avant de représenter le canton du Léman dans l’éphémère Sénat helvétique.

## Description
La porte d’entrée face est, figurant sur le dessin de Mme de Fels, donnait directement accès à une très grande cuisine, aux caves et aux locaux de services indispensable à une nombreuse maisonnée. Une autre porte d’entrée, au sud, plus large et à double battants, et au-dessus d’un escalier monumental, conduisant au premier étage où se trouvaient la salle à manger et un très grand salon à la tapisserie peinte à la main. Six cheminées murales devaient assurer le chauffage de ces pièces et des chambres à coucher. Une grande taque de cheminée aux armes du fondeur, un Valotton, de Vallorbe orne encore l’endroit où se trouvait la cheminée de la cuisine.
Le château est une copie quasi parfaite de la maison de Thienne à Donneloye. Les dates précises de construction faisant défaut, il est impossible de savoir lequel a servi de modèle à l'autre.

## Sources
- A.G. Archives cantonales vaudoises - FBB7
- François Béboux, « Boussens » dans le Dictionnaire historique de la Suisse en ligne, version du 18 décembre 2002.
- « La commune », sur boussens.ch (consulté le 27 janvier 2012)